# Église Saint-Georges de Cacouna
 (octobre 2021).
L'église Saint-Georges de Cacouna est une église catholique située à Cacouna dans la municipalité régionale de comté de Rivière-du-Loup et dans la région administrative du Bas-Saint-Laurent.

## Histoire
L'église Saint-Georges est construite entre 1845 et 1848 en remplacement de la chapelle de bois datant de 1810. L'église est orientée dans un axe est-ouest, avec le chœur vers l'est, en direction du soleil levant, symbole du Christ ressuscité. À la fin du XIXe siècle, l'église subit quelques modifications sous la direction de l'architecte David Ouellet. La sacristie est allongée et un clocheton est ajouté. 
L'intérieur, réalisé entre 1852 et 1857, est l'œuvre de François-Xavier Berlinguet. 
L'église et le presbytère ont été classés monument historique en 1957.

## Description
Le plan de cet édifice en pierre est composé d'une nef rectangulaire de style néoclassique et d'un chœur, sans transept. Le toit en tôle est formé de deux versants légèrement retroussés. Un clocher unique orne la façade; à l'autre extrémité, un clocheton repose sur la sacristie, elle-même adossée au chœur. 
Parmi les éléments décoratifs de l'intérieur, on note particulièrement le retable de Berlinguet qui imite la façade de la basilique Saint-Pierre de Rome. Les vitraux représentant les quatre évangélistes sont l'œuvre de Bernard Leonard et datent de 1897. On retrouve également des toiles de Cesare Porta et des sculptures de David Ouellet et de Henri Angers de Neuville. 
L'orgue datant de 1888 est une réalisation d'Eusèbe Brodeur (1839-1913), facteur québécois réputé à l'époque. Il est l'un des plus anciens orgues du Québec.

## Galerie

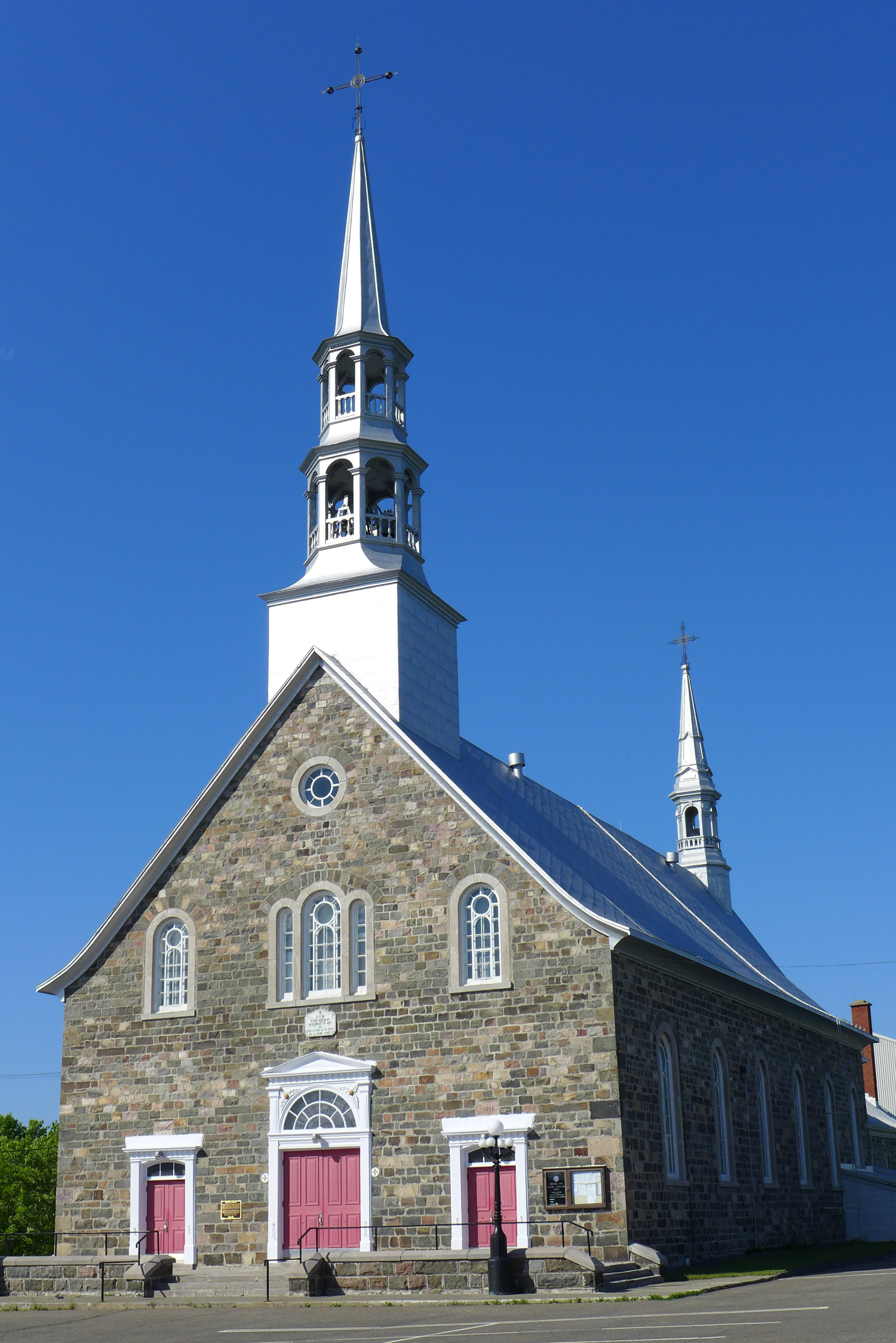
Façade avec le clocher et le clocheton à l'arrière.
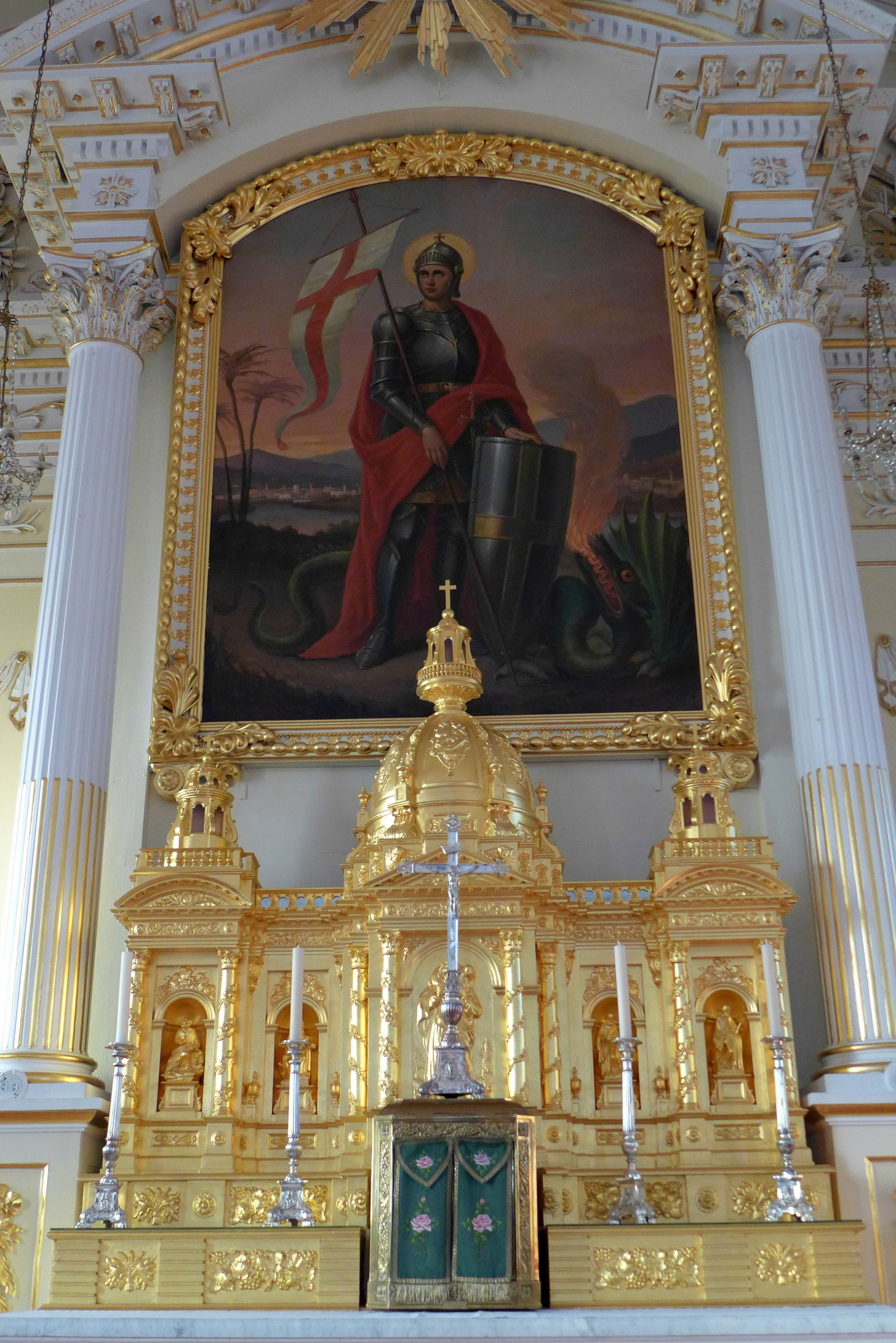
Retable de François-Xavier Berlinguet
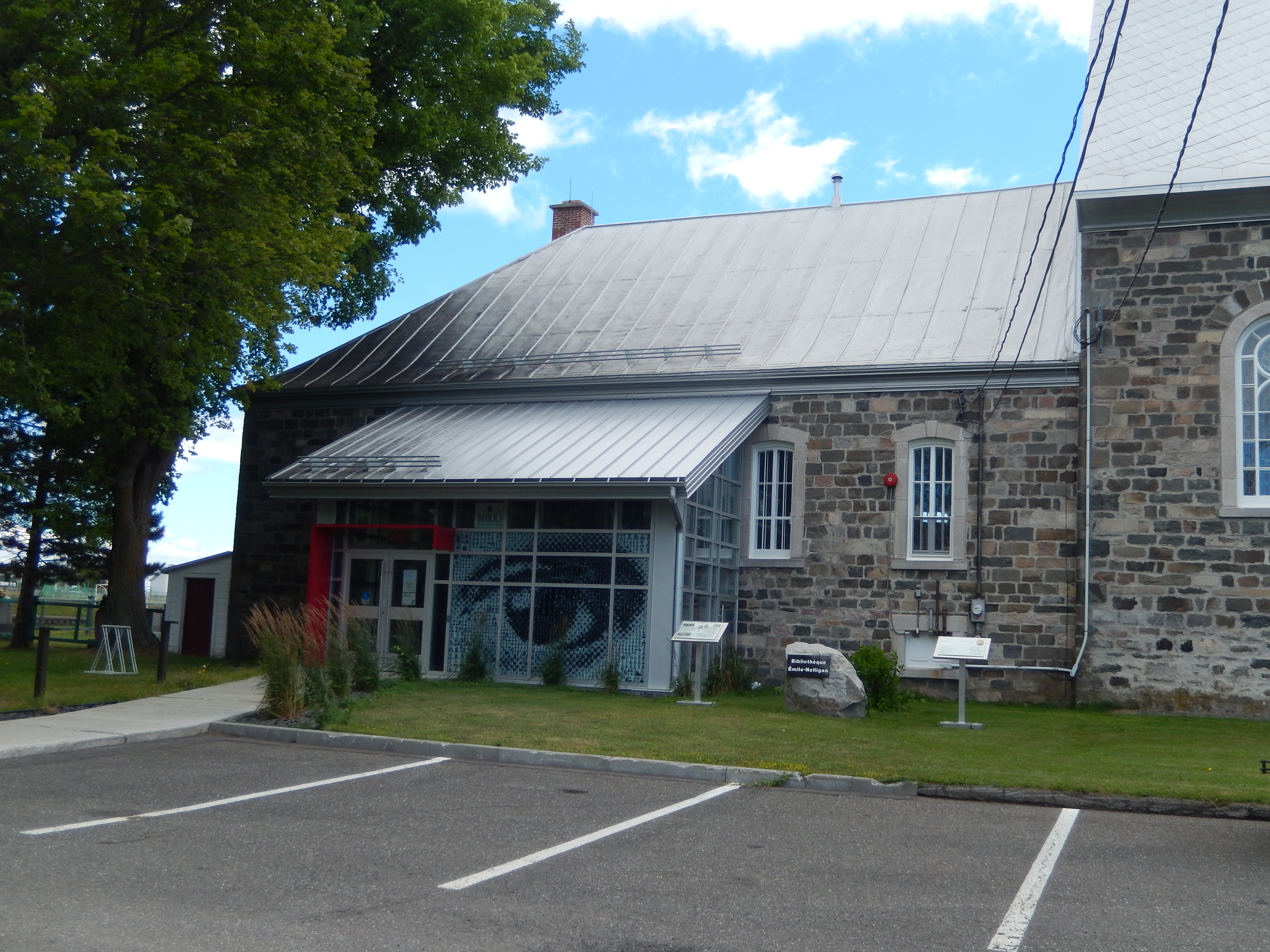
Sacristie

## Source
- « Église de Saint-Georges - Répertoire du patrimoine culturel du Québec », sur www.patrimoine-culturel.gouv.qc.ca (consulté le 20 octobre 2021).